# Midori (imię)
Midori (jap. みどり, ミドリ) – żeńskie imię japońskie.

## Możliwa pisownia
Midori można zapisać, używając wielu różnych znaków kanji i może znaczyć m.in.:
- 緑 – „zielony”
- 翠 – „zielony”
- 美鳥 – „piękno, ptak”
- 冴島
- 美登里

## Znane osoby
- Midori Itō (みどり), japońska łyżwiarka figurowa
- Midori Gotō (みどり), japońska skrzypaczka
- Midori Furusawa (緑), japońska biegaczka narciarska
- Midori Satsuki (みどり), japońska aktorka
- Midori Seiler, niemiecka skrzypaczka

## Fikcyjne postacie
- Midori Chitose (みどり), główna bohaterka anime Green Green
- Midori Kasugano (みどり), postać z mangi i anime Midori Days
- Midori Seto (水鳥), bohaterka mangi i anime Inazuma Eleven Go
- Midori Yamabuki (みどり), postać z mangi i anime Dr. Slump